# Israëlische landmacht
De Israëlische grondtroepen (Hebreeuws: זרוע היבשה) zijn de grondtroepen van het Israëlische defensieleger (IDF). De commandant is de General Officer Commanding met de rang van generaal-majoor, de Mazi, ondergeschikt aan de chef van de generale staf.
Een bevel van minister van Defensie David Ben-Gurion op 26 mei 1948 richtte officieel het Israëlische defensieleger op als een dienstplichtig leger, gevormd uit de paramilitaire groep Hagana, met daarin de militante groepen Irgun en Lehi. De grondtroepen hebben gediend in alle grote militaire operaties van het land, waaronder de Arabisch-Israëlische Oorlog van 1948, de Suezcrisis van 1956, de Zesdaagse Oorlog van 1967, de Jom Kipoer-oorlog van 1973, Operatie Entebbe van 1976, de Libanonoorlog van 1982, de Eerste Intifada van 1987-1993, 2000-2005 Tweede Intifada, Libanon-oorlog van 2006 en de Gaza-oorlog (2008-09). Terwijl de IDF oorspronkelijk op drie fronten opereerde - tegen Libanon en Syrië in het noorden, Jordanië en Irak in het oosten en Egypte in het zuiden - na het Egyptisch-Israëlische vredesverdrag van 1979, heeft het zich geconcentreerd in Zuidelijk Libanon en de Palestijnse Gebieden, inclusief de Eerste en de Tweede Intifada.

Embleem van de landmacht van de Israëlische defensieleger.

De grondtroepen gebruiken verschillende technologieën die in Israël zijn ontwikkeld, zoals de hoofdgevechtstank Merkava, de gepantserde personeelsdrager Achzarit, het Iron Dome-raketafweersysteem, het actieve beschermingssysteem Trophy voor voertuigen en de aanvalsgeweren Galil en Tavor. De Uzi-pistoolmitrailleur is ontworpen in Israël en werd van 1954 tot december 2003 door de grondtroepen gebruikt. Sinds 1967 heeft de IDF nauwe militaire betrekkingen met de Verenigde Staten, waaronder samenwerking bij de ontwikkeling van het THEL-laserverdedigingssysteem en het Arrow-raketverdedigingssysteem.

## Geschiedenis
De IDF vindt zijn oorsprong in Joodse paramilitaire organisaties in de Nieuwe Jisjoev, te beginnen met de Tweede Aliyah (1904 tot 1914). De eerste dergelijke organisatie was Bar-Giora, opgericht in september 1907. Bar-Giora werd in april 1909 omgevormd tot Hashomer, dat actief was tot het Britse mandaat van Palestina in 1920 tot stand kwam. Hashomer was een elitaire organisatie met een beperkte reikwijdte en was voornamelijk gemaakt om te beschermen tegen criminele bendes die eigendom willen stelen. Het Zion Mule Corps en het Joodse Legioen, beide onderdeel van het Britse leger van de Eerste Wereldoorlog, zouden de Jisjoev verder versterken met militaire ervaring en mankracht, en de basis vormen voor latere paramilitaire troepen. Na de Palestina-rellen van 1920 tegen Joden in april 1920 realiseerde de Jisjoev-leiding de noodzaak van een landelijke ondergrondse verdedigingsorganisatie, en de Hagana werd opgericht in juni van hetzelfde jaar. De Hagana werd een volledige verdedigingsmacht na de Arabische opstand van 1936-1939 in Palestina met een georganiseerde structuur, bestaande uit drie hoofdeenheden: het Field Corps, Guard Corps en de Palmach. Tijdens de Tweede Wereldoorlog namen de Jisjoev deel aan de Britse oorlogsinspanningen, met als hoogtepunt de vorming van de Joodse Brigade. Deze zouden uiteindelijk de ruggengraat vormen van het Israëlische defensieleger, en het voorzien van zijn aanvankelijke mankracht en doctrine.

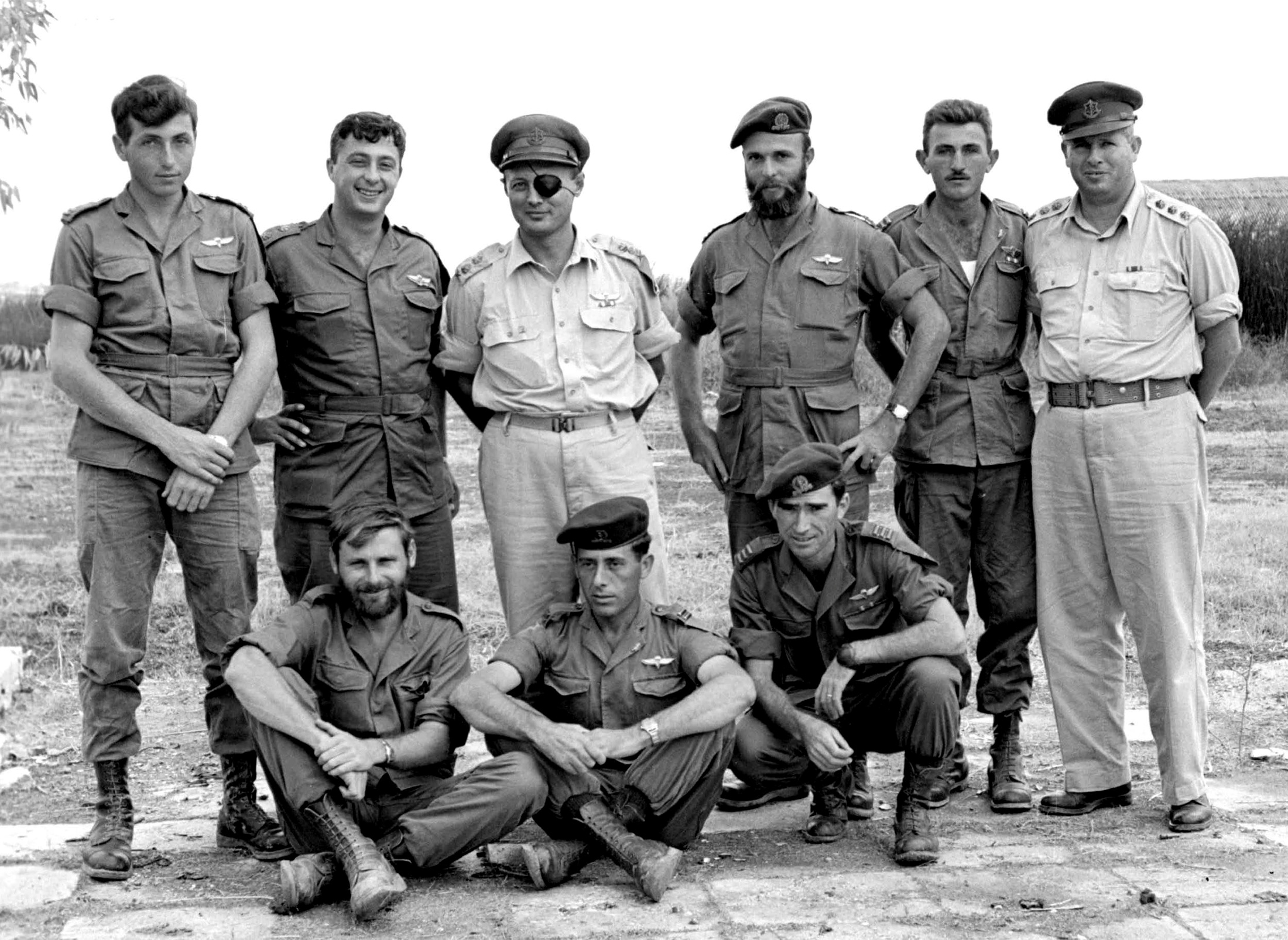
Israëlische officieren van het Parachutistenbataljon 890 in 1955 met Moshe Dayan (staand, derde van links). Ariel Sharon staat, tweede van links en commando Meir Har Zion staat uiterst links.

Na de Israëlische onafhankelijkheidsverklaring gaven premier en minister van Defensie David Ben-Gurion op 26 mei 1948 een bevel voor de vorming van de Israëlische strijdkrachten. Hoewel Ben-Gurion geen wettelijke bevoegdheid had om een dergelijk bevel uit te vaardigen, werd het bevel legaal gemaakt door het kabinet op 31 mei. Hetzelfde bevel riep op tot de ontbinding van alle andere Joodse strijdkrachten. De twee andere Joodse ondergrondse organisaties, Irgun en Lehi, stemden ermee in om zich bij de IDF aan te sluiten als ze onafhankelijke eenheden zouden kunnen vormen en kwamen overeen geen onafhankelijke wapenaankopen te doen. Dit was de achtergrond voor de Altalena-affaire, een confrontatie rond wapens die door de Irgun waren gekocht, wat resulteerde in een impasse tussen Irgun-leden en de nieuw opgerichte IDF. De affaire kwam tot een einde toen Altalena, het schip dat de wapens droeg, werd beschoten door de IDF. Na de affaire werden alle onafhankelijke Irgun- en Lehi-eenheden ofwel ontbonden of samengevoegd tot de IDF. De Palmach, een leidende component van de Hagana, sloot zich ook aan bij de IDF met voorzieningen, en Ben Gurion reageerde door zijn staf in 1949 te ontbinden, waarna veel hoge Palmach-officieren met pensioen gingen, met name de eerste commandant, Yitzhak Sadeh.
Het nieuwe leger organiseerde zichzelf toen de burgeroorlog van 1947-48 in Mandaat Palestina escaleerde in de Arabisch-Israëlische oorlog van 1948, waarbij naburige Arabische staten werden aangevallen. Twaalf infanterie en gepantserde brigades gevormd: Golani, Carmeli, Alexandroni, Kiryati, Givati, Etzioni, de 7e en 8e gepantserde brigades, Oded, Harel, Yiftach en Negev. Na de oorlog werden sommige brigades omgezet in reserve-eenheden en andere werden ontbonden. Directoraten en korpsen werden gecreëerd uit korpsen en diensten in de Hagana, en deze basisstructuur in de IDF bestaat nog steeds.

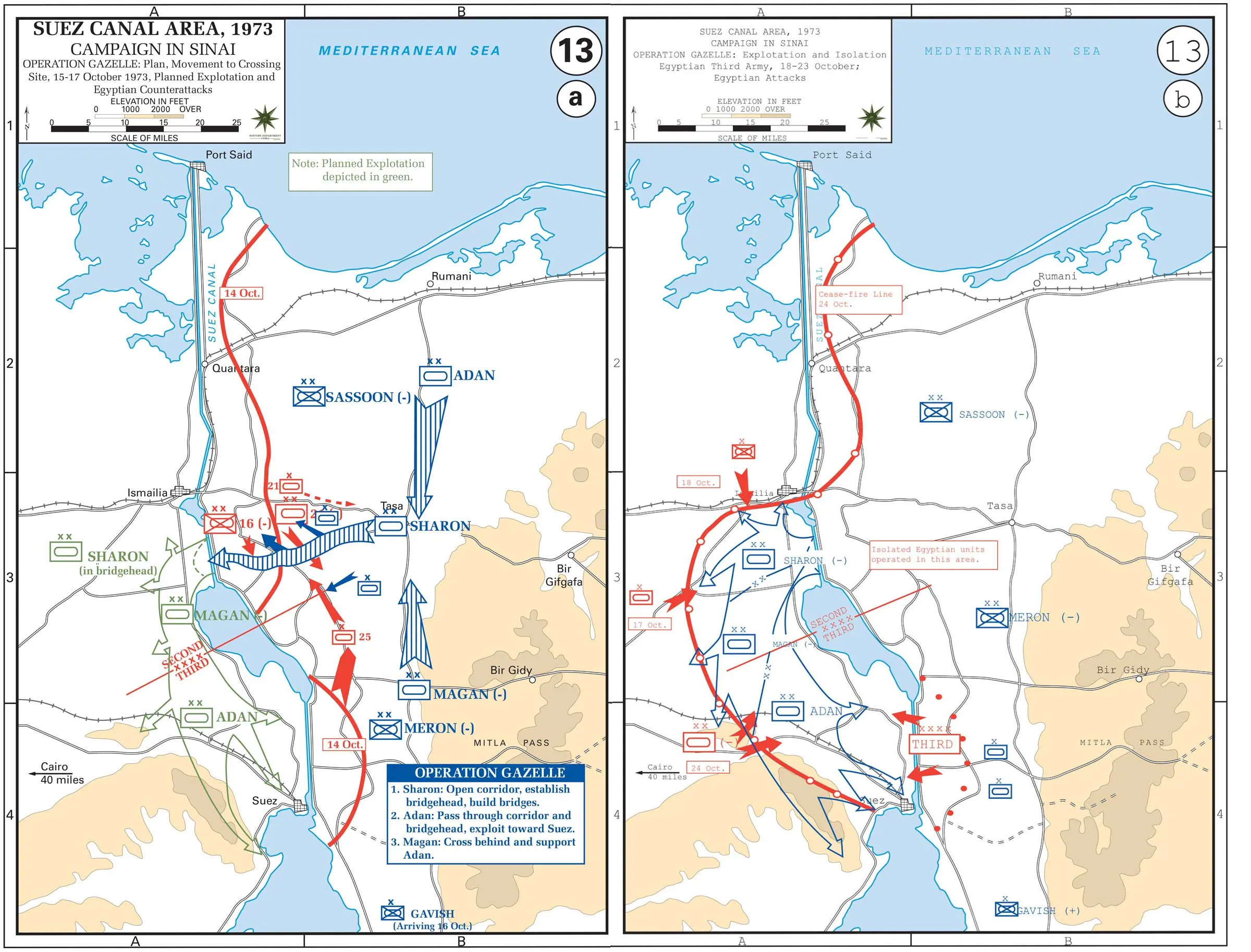
Operatie Gazelle, Israëls grondmanoeuvre, omsingelt het Egyptische Derde Leger, oktober 1973

Onmiddellijk na de oorlog van 1948 verschoof het Israëlisch-Palestijnse conflict naar een conflict van lage intensiteit tussen de IDF en de Palestijnse Fedayeen. In de Suezcrisis van 1956, de eerste serieuze krachtmeting van de IDF na 1949, veroverde het nieuwe leger het schiereiland Sinaï op Egypte, dat later werd teruggegeven. In de Zesdaagse Oorlog van 1967 veroverde Israël de Sinaï, de Gazastrook, de Westelijke Jordaanoever (inclusief Oost-Jeruzalem) en de Golanhoogten van de omringende Arabische staten, waardoor het machtsevenwicht in de regio veranderde, evenals de rol van de IDF. In de daaropvolgende jaren voorafgaand aan de Jom Kipoer-oorlog, vocht de IDF in de uitputtingsoorlog tegen Egypte in de Sinaï en een grensoorlog tegen de Palestijnse Bevrijdingsorganisatie (PLO) in Jordanië, met als hoogtepunt de Slag om Karameh.
De verrassing van de Jom Kipoer-oorlog en de nasleep ervan hebben de procedures en benadering van oorlogvoering door de IDF volledig veranderd. Er werden organisatorische veranderingen aangebracht en er werd meer tijd besteed aan training voor conventionele oorlogsvoering. In de daaropvolgende jaren verschoof de rol van het leger echter langzaam weer naar conflicten met een lage intensiteit, stedelijke oorlogvoering en terrorismebestrijding. Een voorbeeld van het laatste was de succesvolle Operatie Entebbe, een commando-inval in de Luchthaven van Entebbe (Oeganda) in 1976 om gekaapte Israëlische vliegtuigpassagiers te bevrijden die daar gevangen werden gehouden. Tijdens dit tijdperk zette de IDF ook een succesvolle bombardementsmissie op in Irak om zijn kernreactor Osirak te vernietigen. Het was betrokken bij de Libanese Burgeroorlog, initieerde Operatie Litani en later de Libanon-oorlog van 1982, waarbij de IDF Palestijnse guerrilla-organisaties uit Libanon verdreef. Palestijnse strijdbaarheid is sindsdien de belangrijkste focus van de IDF geweest, vooral tijdens de Eerste en Tweede Intifadas, Operation Defensive Shield, de Gaza-oorlog, Operation Pillar of Defense en Operation Protective Edge, waardoor de IDF veel van haar waarden veranderde en de IDF-geest publiceerde. De Libanese sjiitische organisatie Hezbollah vormt ook een groeiende bedreiging waartegen de IDF tussen 1982 en 2000 een asymmetrisch conflict heeft gevochten, evenals een grootschalige oorlog in 2006.

## Organisatie

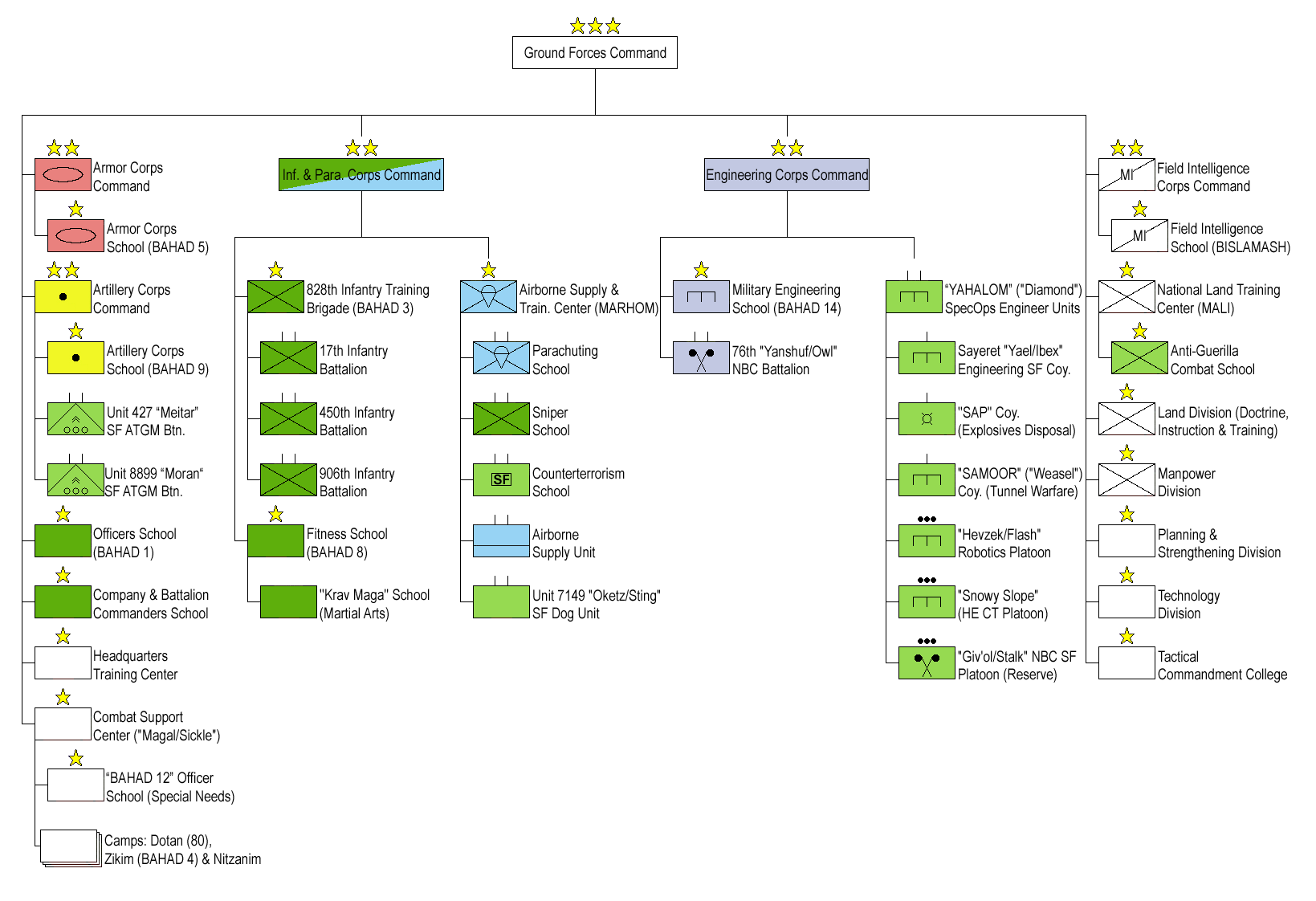
IDF Structuur

De IDF is een geïntegreerde militaire macht, zonder aparte grondarm van 1948 tot 1998, toen de grondtroepen formeel onder één enkel commando werden gebracht dat nu bekend staat als het GOC-legerhoofdkwartier (Hebreeuws: מפקדת זרוע היבשה, Mifkedet Zro'a HaYabasha, afgekort Mazi ). De grondtroepen zijn echter nog geen formele arm van de IDF, op dezelfde manier als de Israëlische luchtmacht en de Israëlische marine.

#### Structuur
| - Infanterie korps - 1e Golani Brigade - 35e Paratroepers Brigade - 84e Nahal Brigade - 89e Commando Brigade - 900e Kfir Brigade - 933e Givati Brigade - 2e Carmeli (Reserve) Infanterie Brigade - 3e Alexandroni (Reserve) Infanterie Brigade - 5e Sharon (Reserve) Infanterie Brigade - 6e Etzioni (Reserve) Infanterie Brigade - 9e Oded (Reserve) Infanterie Brigade - 11e Yiftah (Reserve) Infanterie Brigade - 12e Negev (Reserve) Infanterie Brigade - 16e Jeruzalem (Reserve) Infanterie Brigade - 55e Hod Ha-Hanit (Reserve) Paratroepers Brigade - 226e (Reserve) Paratroepers Brigade - 228e (Reserve) Infanterie Brigade - 551e Hetzei Ha-Esh (Reserve) Paratroepers Brigade - 646e Sky Fox (Reserve) Paratroepers Brigade | - Gepantserd korps - 7e Sa'ar Gepantserde Brigade - 188e Barak Gepantserde Brigade - 401e Ikvot HaBarzel Gepantserde Brigade - 460e Sons of Light Gepantserde Brigade - 4e Kiryati (Reserve) Gepantserde Brigade - 8e (Reserve) Gepantserde Brigade - 10e Harel (Reserve) Gepantserde Brigade - 14e Machatz (Reserve) Gepantserde Brigade - 37e Ram (Reserve) Gepantserde Brigade - 205e Iron Fist (Reserve) Gepantserde Brigade - 263e Chariots of Fire (Reserve) Gepantserde Brigade - 679e Yiftah (Reserve) Gepantserde Brigade - 847e Chariots of Steel (Reserve) Gepantserde Brigade | - Artilleriekorps - 214e David's Sling Artillerie Regiment - 215e Pillar of Fire Artillerie Regiment - 282e Golan Artillerie Regiment - 209e Kadion (Reserve) Artillerie Regiment - 213e Revival (Reserve) Artillerie Regiment - 454e Tabor (Reserve) Artillerie Regiment - 7338e (Reserve) Artillerie Regiment - 425e Fire Flame Artillerie Training Regiment - Gevechtgeniekorps - Inlichtingenkorps |

| Ground Forces | Ground Forces       | Ground Forces                                             |
| Hebrew        | English             | Commander                                                 |
| ------------- | ------------------- | --------------------------------------------------------- |
| חֻלְיָה Hulya    | Gevechts-Team       | Mashak Hulya("Gevechts-teamleider") Korporaal of Sergeant |
| כִּתָּה Kita      | Sectie              | Mashak Kita("Sectie Leider") Staf Sergeant                |
| מַחְלָקָה Mahlaka | Peloton             | Mefaked Mahlaka ("Peloton Commandant") Luitenant          |
| פְּלֻגָּה Pluga    | Compagnie           | Mefaked Pluga ("Compagnie Commandant") Kapitein           |
| סוֹלְלָה Solela  | Artillerie batterij | Kapitein of Majoor                                        |
| סַיֶּרֶת Sayeret  | Verkenningsteam     | Kapitein of Majoor                                        |
| גְּדוּד Gdud     | Bataljon            | Luitenant-Kolonel                                         |
| חֲטִיבָה Hativa  | Brigade             | Kolonel                                                   |
| אֻגְדָּה Ugda     | Divisie             | (1948–1967) Majoor-Generaal (1968–nu) Brigade-Generaal    |
| גַּיִס Gayis     | Leger               | Majoor-generaal                                           |

## Rangen & Uniformen
In tegenstelling tot de meeste militairen, gebruikt de IDF dezelfde rangnamen in alle korpsen, inclusief de luchtmacht en marine. Voor officieren van de grondtroepen zijn ranginsignes messing op een rode achtergrond. Officierinsignes worden op beide schouders op epauletten gedragen. Insignes die kenmerkend zijn voor elk korps worden op de dop gedragen.
Ingelijfde soldaten dragen rang onderscheidingstekens op de mouw, halverwege tussen de schouder en de elleboog. Voor de grondtroepen zijn de insignes wit met blauwe verweven draden met de juiste korpskleur.
Vanaf de vorming van de IDF tot het einde van de jaren tachtig was sergeant-majoor een bijzonder belangrijke rang van onderofficier, in overeenstemming met het gebruik in andere legers. Echter, in de jaren 1980 en 1990 werden de groeiende rangen van sergeant-majoor gedevalueerd, en nu zijn alle rangen van professionele onderofficieren een variatie op sergeant-majoor (rav samal) met uitzondering van rav nagad.
Alle vertalingen hier zijn de officiële vertalingen van de website van de IDF.
Dienstplichtigen (Hogrim) (dienstplichtige rangen kunnen puur op tijd worden behaald)
- Soldaat (Turai)
- Korporaal (Rav Turai)
- Sergeant (Samal)
- Eerste sergeant (Samal Rishon)

Onderofficieren (Nagadim)
- Sergeant Eerste Klasse (Rav Samal)
- Meester Sergeant (Rav Samal Rishon)
- Sergeant-majoor (Rav Samal Mitkadem)
- Onderofficier (Rav Samal Bakhir)
- Master Warrant Officer (Rav Nagad Mishneh)
- Chief Warrant Officer (Rav Nagad)

Academische officieren (Ktzinim Akadema'im)
- Professioneel Academisch Officier (Katzin Miktzo'i Akadema'i)
- Senior Academisch Officier (Katzin Akadema'i Bakhir)

Officieren (Ktzinim)
- Tweede luitenant (Segen Mishneh) [1951-heden]
- Luitenant (Segen)
- Kapitein (Seren)
- Majoor (Rav Seren)
- Luitenant-kolonel (Sgan Aluf)
- Kolonel (Aluf Mishneh) [1950-heden]
- Brigadegeneraal (Tat Aluf) [1968-heden]
- Generaal-majoor (Aluf) [1948-heden]
- Luitenant-generaal (Rav Aluf)

## Wapens en uitrusting

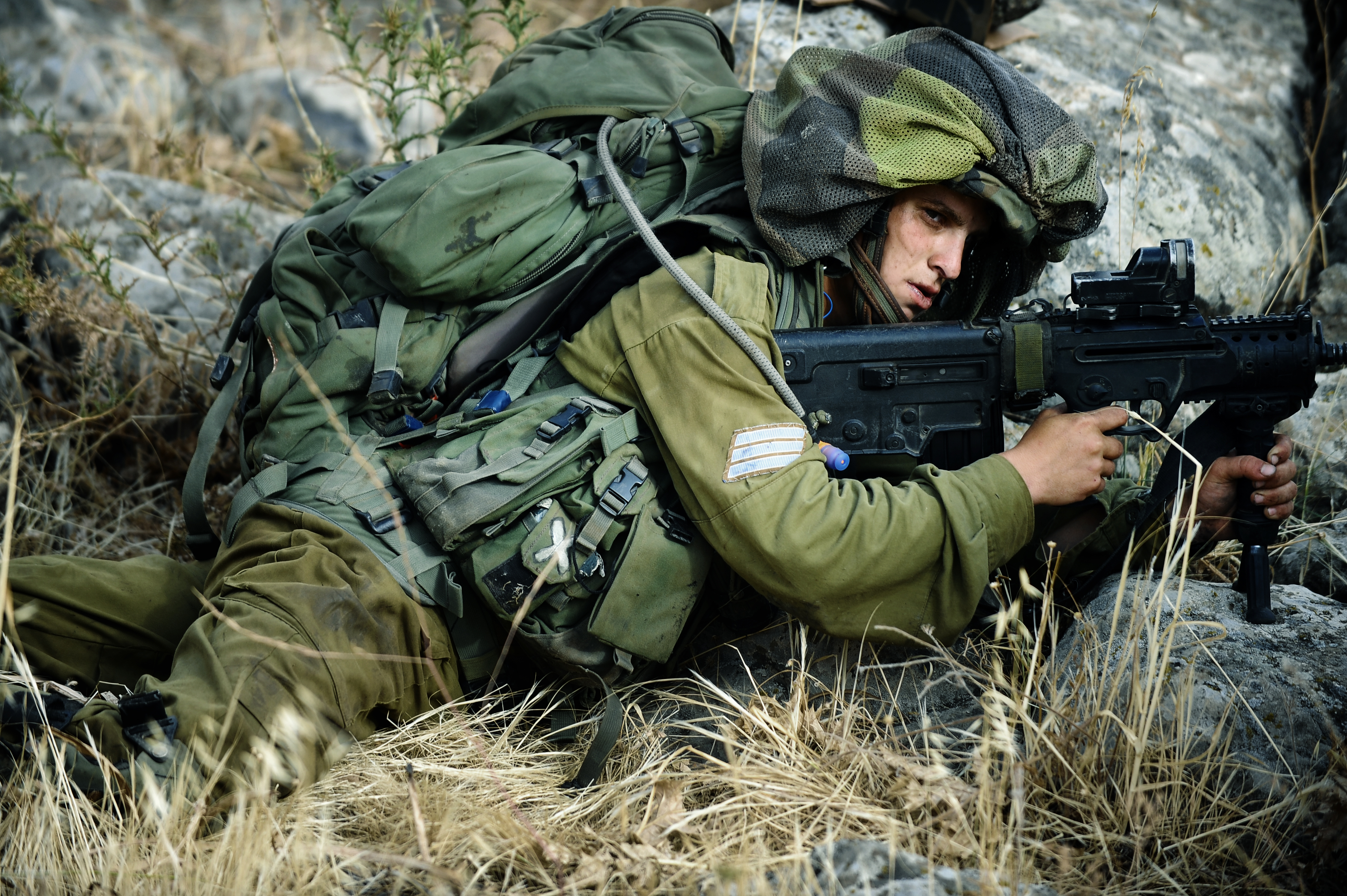
Soldaat met volledige uitrusting

De grondtroepen beschikken over verschillende binnen- en buitenlandse wapens en computersystemen. Sommige uitrusting komt uit de Verenigde Staten (aangepast voor IDF-gebruik), zoals de M4A1- en M16-aanvalsgeweren, het M24 SWS 7,62 mm sluipschuttersgeweer, het SR-25 7,62 mm semi-automatische sluipschuttersgeweer en de AH-1 Cobra en AH-64D Apache gevechtshelikopters.

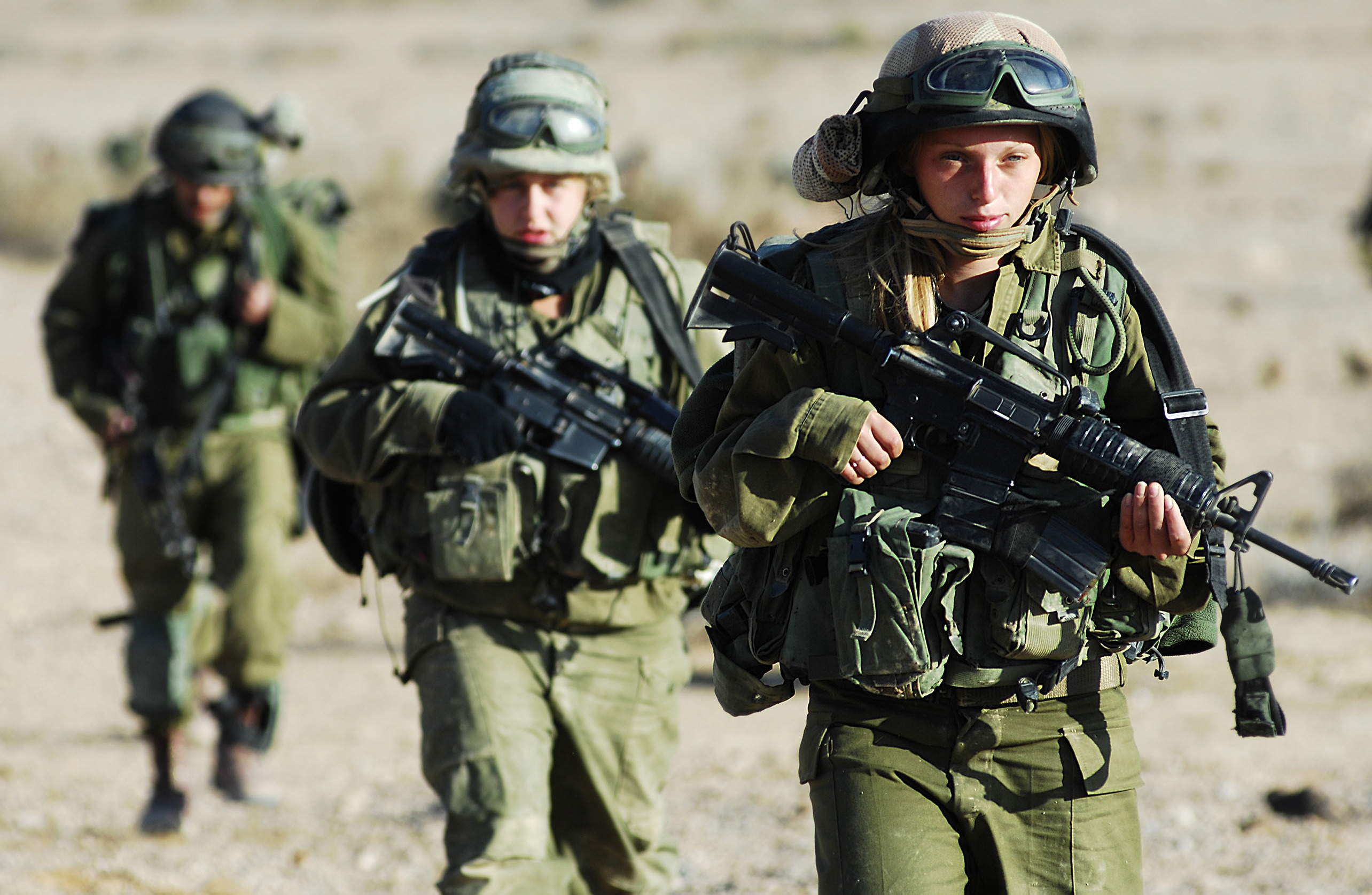
Caracal-bataljon tijdens de eerste wintertrainingssessie

Israël heeft een binnenlandse wapenindustrie, die wapens en voertuigen heeft ontwikkeld, zoals de Merkava-gevechtstankserie, en verschillende handvuurwapens zoals de Galil- en Tavor-aanvalsgeweren en de Uzi-pistoolmitrailleur.

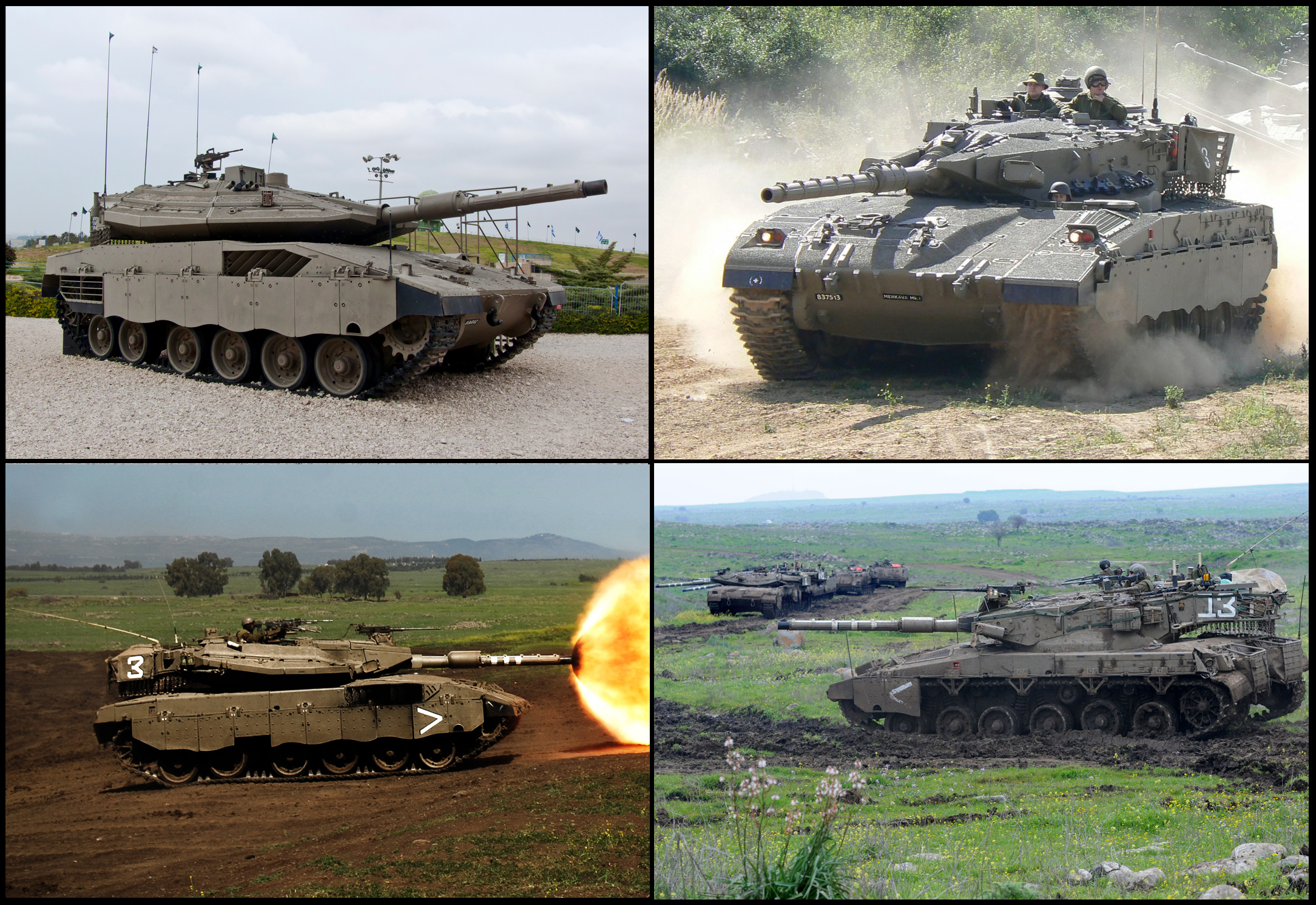
Israëls eigen mainbattle-tank: Merkava

Israël heeft ook een variant van de Samson RCWS geïnstalleerd, een op afstand bestuurbaar wapenplatform, dat machinegeweren, granaatwerpers en antitankraketten kan bevatten op een op afstand bediende toren, in bunkers langs de Israëlische barrière van de Gazastrook om te voorkomen dat Palestijnse militanten het betreden van zijn grondgebied. Israël heeft observatieballonnen ontwikkeld die zijn uitgerust met geavanceerde camera's en bewakingssystemen die worden gebruikt om terreuraanvallen vanuit Gaza te verijdelen. De grondtroepen beschikken ook over geavanceerde gevechtstechniek, waaronder de IDF Caterpillar D9 gepantserde bulldozer, IDF Puma gevechtstechniek, Tzefa Shiryon en CARPET mijnenvelddoorbrekende raketten, en een verscheidenheid aan robots en explosieven.